# Johan Hammerth
Lars Johan Hammerth, född 27 februari 1953 i Kalmar, är en svensk tonsättare.
Johan Hammerth är utbildad vid Kungliga Musikhögskolan i Stockholm 1982–1990. Han tog diplomexamen i komposition 1990 och examinerade bland annat med den första pianokonserten. Bland hans lärare märks Sven-David Sandström, Pär Lindgren, Daniel Börtz och Lars-Erik Rosell. Pianokonsert nr 1 (1989–90), som tillägnades Sven-David Sandström, vann stort gehör och kan betraktas som hans genombrottsverk. 
Hammerths musik kännetecknas av ett brett och virtuost, starkt expressivt utspel, vid flera tillfällen tolkat av Bengt-Åke Lundin som även uruppförde Pianokonsert nr 2 (1993–95). Om något instrument ska framhållas som särskilt viktigt för Hammerth är det just pianot. Därtill har stråkarna en viktig funktion i hans orkesterverk och samverkar med bland annat blåsare i kraftiga kulminationer som är karakteristiska för hans musik. 
Johan Hammerth verkar över hela det konstmusikaliska fältet, från kammarmusik till väldiga orkesterverk. Han har skrivit ett flertal konserter för soloinstrument och orkester.
Ett uppmärksammat verk är Stockholmskantat (1995–97) för stor orkester, kör, två solister och recitatör, komponerat till kulturhuvudstadsåret i Stockholm 1998. 
Hammerth ingick 1992–96 i Kungliga Filharmoniska Orkesterns programråd. Han arbetar främst som tonsättare men undervisar också i instrumentation vid Kungliga Musikhögskolan. 